# Agnostic Front
Agnostic Front är ett hardcoreband som bildades i New York i början av 1980-talet.

## Historia
Agnostic Front startades i november/december 1980 av gitarristen Vinnie Stigma (tidigare Eliminators) tillsammans med basisten Diego och trummisen Rob Krekus. Bandet provade ett antal sångare innan de bestämde sig för Roger Miret (tidigare The Psychos). Inom kort hoppade även Ray Barbieri (trummor) och Adam Moochie (bas) på bandet.
Deras debut-EP United Blood släpptes 1983 på ett okänt bolag och har senare fått ett stort samlarvärde. Uppföljaren Victim in Pain (1984) anses vara en stor ledande våg inom NYHC-rörelsen. Strax därpå ersatte Dave Jones på trummor och Rob Kabula på bas. Inom en snar framtid byttes även Dave ut mot Jim Colleti, detta hände 1984. Albumet förde fram bandet till en ledande position inom NYHC-scenen som var centrerad kring CBGB där bandet spelade tillsammans med band som The Cro-Mags och Murphy's Law.
1986 spelades Cause for Alarm in. Denna skiva tog väldigt lång tid och var väldigt svår att spela in på grund av ständiga medlemsbyten och personliga problem. Albumet släpptes på Combat Records och hade många thrash metal-influenser. Tillsammans med band som Suicidal Tendencies och Stormtroopers of Death ledde detta album Agnostic Front in på ett ”plundringståg” i crossover-världen.
Med ännu en ny uppsättning gav bandet 1987 ut albumet Liberty and Justice For... Albumet beskrevs som "stripped down punk with a lack of thrash influences" och trots att skivan hade många metal-liknande solon så nådde inte albumet på långa vägar lika stora försäljningssiffror som tidigare album. Kort därefter arresterades Miret för droginnehav efter att ha släppt en live-skiva och tillbringade tiden i fängelset med att skriva nya låtar medan Stigma och övriga i bandet turnerade i Europa för första gången. Låtarna som Miret skrev i fängelset blev till stor del materialet för albumet One Voice 1992 där även medlemmar från Madball och Sick of It All medverkade.
En kort tid efter detta album beslöt bandet att tillkännage att de skulle splittras. Deras sista spelning hölls på CBGB i december 1992 och ungefär samtidigt gavs Last Warning ut som även inkluderade den tidigare EP:n United Blood i slutet på skivan. Denna skiva ogillades framför allt av Stigma.
1997 återförenades Stigma och Miret Agnostic Front och skrev på för Epitaph Records och tog tillbaka Jimmy Colleti och Rob Kabula (som båda vid tillfället spelade med Against the Grain) till bandet. Bandets nästa satsning betitlades Something's Gotta Give och gavs ut 1999. Samma år gavs Riot, Riot, Upstart ut som även detta blev hyllat av kritiker. Deras comebackalbum har sålt mycket bra och hyllats av kritiker världen över för sin rena hardcorepunk/Oi!-stil.
2001 gavs Dead Yuppies ut men låtarna från denna CD spelades sällan live då medlemmarna tyckte att det var mer en produkt från Loved and Hated som var Jimmy Colletis sidoprojekt. 2002 jobbade Miret på ett sidoprojekt som han döpte till Roger Miret and the Disasters som försökte återskapa ett oldschool punkrock- och Oi!-liknande sound.
2004 gavs skivan Another Voice ut som allmänt ansågs som en uppföljare till One Voice (1992). Albumet fick trots allt en del kritik av fans och press för att ha ändrat soundet för att passa den nya vågen av moshcoreband. Musikaliskt sett har albumet dock mycket gemensamt med band som blivit starkt influerade av Agnostic Front såsom Hatebreed.
Den 7 mars 2006 gavs DVD:n Live at CBGB som medverkade som ett stöd till de många band som försöker rädda CBGB från att stängas. Studioalbumet Warriors gavs ut den 6 november 2007.

## Diskografi

### Album och EP
- United Blood EP (1983) Last Warning Records
- Victim in Pain (1984) Rat Cage Records
- Cause for Alarm (1986) Relativity/Combat Records
- Liberty and Justice for... (1987) Relativity/Combat Records
- Live at CBGB (1989) Relativity Records
- One Voice (1992) Relativity/Roadrunner Records
- Last Warning (1993) Relativity/Roadrunner Records
- Raw Unleashed (1995) Grand Theft Audio
- Something's Gotta Give (1998) Epitaph Records
- Riot, Riot, Upstart (1999) Epitaph Records
- Dead Yuppies (2001) Epitaph Records
- Working Class Heroes (2002) Scream/Knock Out – split with Discipline
- Another Voice (2004) Nuclear Blast Records
- Live at CBGB:s - 25 Years of Blood, Honor and Truth (2006) Nuclear Blast Records
- Warriors (2007) Nuclear Blast Records
- My Life My Way (2011) Nuclear Blast Records

### DVD/VHS
- Live at CBGB:s DVD 2006
- CBGB:s Punk From the Bowery
- LIVE in N.Y.C. '91... med Sick of It All & Gorilla Biscuits

## Medlemmar

### Nuvarande medlemmar
- Roger Miret – Sång
- Vinnie Stigma – Gitarr
- Craig Silverman – Gitarr
- Mike Gallo – Bas
- Pokey Mo – Trummor

### Tidigare medlemmar
- Robbie Krekus - Trummor
- Joe "Fish" Montenaro - Trummor
- Louie Beatto – Trummor
- Ray Barbieri – Trummor
- Jim Colletti – Trummor
- Lenny Di Sclafani – Gitarr
- Steve Gallo – Trummor
- Matt Henderson – Gitarr
- Dave Jones – Trummor
- Rob Kabula – Bas
- Alex Kinon – Gitarr
- Steve Martin – Guitarr
- Gordon Ancis - Gitarr
- Diego - Bas
- Adam Moochie – Bas
- Alan Peters – Bas
- Craig Setari – Bas
- Will Shepler – Trummor
- Jimmy the Russian - Sång
- John Watson - Sång